# Tintamarre (Insel)
Tintamarre ist eine unbewohnte Insel drei Kilometer nordöstlich vor St. Martin in der Karibik. Sie ist Teil der französischen Antillen, gehört zum französischen Überseegebiet Saint-Martin und beinhaltet dessen östlichste und nördlichste Landmasse.

## Beschreibung
Bei der Insel handelt es sich um ein Sedimentplateau aus Muschelkalk, das im Norden und Nordosten bis zu 30 Meter aus dem Wasser ragt und dort eine Steilwand bildet. Nach Süden und Südwesten hin, wo das Korallenriff Les Cayes eine flache Lagune bildet, fällt das Plateau dagegen sanft bis auf Meereshöhe ab. Westlich, also gegenüber dem Quartier d'Orléans auf Saint Martin, liegt ein Strand, der stark von Ausflüglern frequentiert wird. Hinter dem Strand befinden sich noch die Reste einer Start- und Landebahn, die vom Gründer der Compagnie Aerienne Antillaise Rémy de Haenen angelegt worden war. Seit dem Bau der Piste Grand-Case auf Saint-Martin ist der Flugverkehr auf Tintamarre allerdings eingestellt. Die Insel ist zu 2/3 mit Trockenwäldern bedeckt, der Rest mit xerophiler Savannenvegetation, bestehend aus niedrigen Büschen, die das Inselinnere, außer für Ziegen, Eidechsen, Krabben und die dort heimischen Köhler- und Waldschildkröten, schwer zugänglich machen. Zu den Vögeln, die auf Tintamarre nisten, gehören auch die Tropikvögel.

## Geschichte
In der Geschichte Tintamarres sind verschiedene Phasen abzugrenzen. 40 Jahre lang war die Insel in britischem Besitz. Dann wechselte sie zu Frankreich und es begann eine Zeit intensiver landwirtschaftlicher Nutzung, die unter dem französischen Gouverneur Auguste Descoudrelles, der die Insel von 1763 bis 1785 verwaltete, einen Höhepunkt erreichte. Zeitweise lebten bis zu 150 Menschen auf Tintamarre. In der ersten Hälfte des 19. Jahrhunderts geriet die Insel zunehmend unter den Einfluss der holländischen Familie van Romondt, deren letzter Vertreter, Diederik Christian van Romondt, ab 1902 Tintamarre quasi wie ein König beherrschte. Da im Teilungsvertrag Saint-Martins zwischen Holland und Frankreich vom 23. März 1648 Tintamarre unerwähnt blieb, beanspruchte van Romondt sie als holländischen Besitz, führte holländisches Geld ein, betrieb Viehzucht und bekam aus Europa etliche Heiratsgesuche abenteuerlustiger Damen, die sich in der Rolle einer Inselkönigin gefallen hätten. 1931 verkaufte van Romondt Tintamarre schließlich an Louis Constant Fleming, einen Händler aus Marigot. Nach dem Krieg blühte die Insel als Flugbasis auf, hatte zu dieser Zeit circa 20 Einwohner. Ein Hurrikan zerstörte am 1. September 1950 jedoch die stationierten Flugzeuge, und die verbliebenen Reste der Anlagen wurden durch weitere Wirbelstürme in den Jahren 1956 und 1960 dem Erdboden gleichgemacht.

## Heutige Nutzung
Die gesamte Insel, einschließlich eines 100 Meter breiten Meeresbereichs um die Küste herum, gehört heute zum Naturschutzgebiet Réserve naturelle marine de Saint-Martin. Von daher ist das Gebiet durch strenge Verordnungen geschützt. Gleichzeitig findet jedoch eine rege Nutzung zu touristischen Zwecken statt. Die Strände sind für Ausflügler zugänglich, auf der Insel sind mehrere Fußwege zur Erkundung angelegt. Dabei können die Gebäude verlassener Bauernhöfe besichtigt werden, wo noch im 19. Jahrhundert Baumwolle angebaut wurde. Zu finden sind außerdem Reste einer Eisenbahnstrecke, die dem Abbau von Gips und Guano diente.